# 10464 Jessie
10464 Jessie è un asteroide della fascia principale. Scoperto nel 1979, presenta un'orbita caratterizzata da un semiasse maggiore pari a 2,2935616 UA e da un'eccentricità di 0,1260858, inclinata di 4,64981° rispetto all'eclittica.
L'asteroide è dedicato a Jessica Lynne "Jessie" Peterson (1994-2009), una studentessa di Harvard, Massachusetts, la cui morte improvvisa per un incidente ha colpito la comunità di appartenenza, dove l'asteroide era stato scoperto.